# Domkerk van Savonlinna
De Dom van Savonlinna (Fins: Savonlinnan tuomiokirkko) is een kerkgebouw in de Finse stad Savonlinna. Het kerkgebouw diende van 1896 tot 1925 als bisschopskerk van het evangelische-lutherse bisdom Savonlinna. Tegenwoordig is het de parochiekerk van de kerkelijke gemeente Savonlinna-Sääminki.

## De eerste domkerk
In 1850 verordonneerde gouverneur Alexander Adam Thesleff de bouw van de kerk in Savonniemi. Hij werd in neogotische stijl ontworpen door Axel Hampus Dalström en tussen 1874 en 1878 door metselaars uit Sint-Petersburg en timmerlieden uit Wijburg gebouwd. Op 2 februari 1879 volgde de inwijding van het kerkgebouw. In 1896 werd het nieuwe bisdom Savonlinna opgericht en de kerk werd toen de zetelkerk van de bisschop. De eerste bisschop was Gustaf Johansson. In 1925 werd de zetel van het bisdom verplaatst naar Wijburg, maar de kerk behield de titel kathedraal.
Voor de bouw van de eerste domkerk werd veel hout gebruik. De preekstoel stond in het midden van de banken naast de eerste pijler. Het neogotische hoogaltaar bevatte een schilderij van Aleksandra Såltin met als thema de Transfiguratie van Christus.

## De tweede domkerk

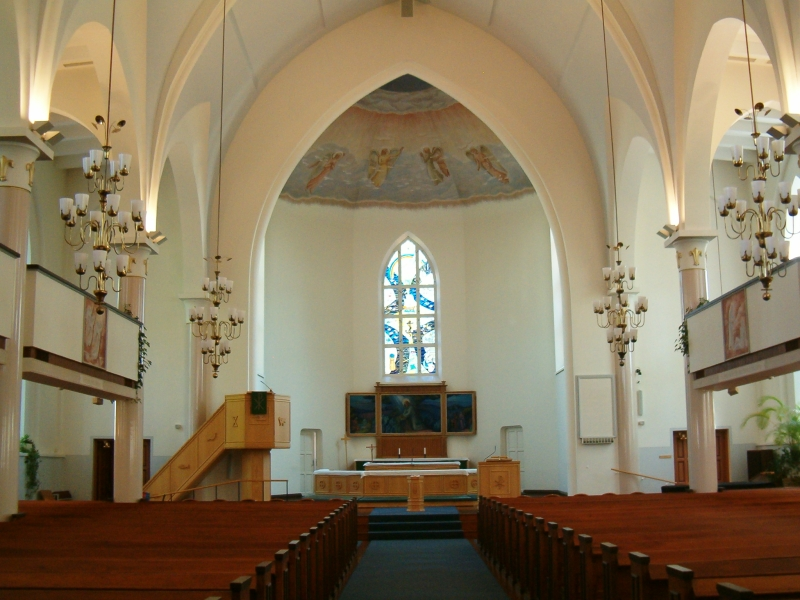
Interieur

Tegen het einde van de Winteroorlog werd de eerste kerk op 1 maart 1940 vrijwel geheel verwoest tijdens de bombardementen op de stad. Er volgde een herbouw in de jaren 1947-1948 volgens de tekeningen van Bertel Karl Liljequist in een vereenvoudigde en minder neogotische stijl. Op 4 december 1949 werd de kerk opnieuw ingezegend.
In de kerk is plaats voor 1000 gelovigen.
Het altaarretabel met de voorstelling van "Jezus in Gethsemane" werd geschilderd door Paavo Leinonen en het fresco in het gewelf door Antti Salmenlinna

## Restauratie
De domkerk werd in de jaren 1990-1991 gerestaureerd door de interieurarchitect Ansu Åström. Het raam achter het altaar werd toen ingebracht. Het is een werk van Lauri Ahlgren en stelt "de vier rivieren van het paradijs" voor. In samenhang met de restauratie kocht de kerk een nieuw orgel aan van het orgelbouwbedrijf Martti Porthan. Als voorbeeld voor het orgel dienden de Duitse barokorgels van de beroemde orgelbouwer Gottfried Silbermann. Het instrument bezit 45 registers, drie manualen en één pedaal en een mechanisch orgelwerk.